# Elwira od Narodzenia Najświętszej Marii Panny Torrentallé Paraire
Elwira od Narodzenia Najświętszej Marii Panny Torrentallé Paraire, (hiszp.) Elvira de la Natividad de Nuestra Señora (ur. 29 czerwca 1883 w Balsareny, zm. 19 sierpnia 1936) – błogosławiona Kościoła katolickiego, hiszpańska męczennica ze Zgromadzenia Karmelitanek Miłosierdzia, ofiara prześladowań religijnych Kościoła katolickiego w Hiszpanii okresu hiszpańskiej wojny domowej, zamordowana z nienawiści do wiary (łac) odium fidei.
Do nowicjatu wstąpiła 9 września 1906. Śluby wieczyste złożyła w Cullera w kwietniu 1908 r. W latach 1925–1933 służyła w Walencji, po czym skierowano ją do Culler gdzie karmelitanki ze zgromadzenia założonego przez Joachimę De Vedruna prowadziły szkołę dla dziewcząt. Pełniąc obowiązki przełożonej realizowała swoje powołanie przez pobożność, skromność, pracowitość i miłość Eucharystii. Aresztowana została razem ze współsiostrami 15 sierpnia 1936 r. przez oddział anarchistów. Zamordowana na plaży Playa del Saler w pobliżu Walencji 19 sierpnia bezpośrednio przed śmiercią zainicjowała wspólny śpiew pieśni o miłości Chrystusa w sakramencie Eucharystii.
Proces informacyjny odbył się w Walencji w latach 1952–1956. Beatyfikowana w grupie Józef Aparicio Sanz i 232 towarzyszy, pierwszych wyniesionych na ołtarze Kościoła katolickiego w trzecim tysiącleciu przez papieża Jana Pawła II w Watykanie 11 marca 2001 roku.
Wspomnienie liturgiczne obchodzone jest przez katolików w dies natalis (19 sierpnia), a także w grupie męczenników 22 września.